# Список палаців Білорусі
Пала́ци Білору́сі — перелік значних палаців, палаців-замків, -комплексів та -маєтків на теренах сучасної Білорусі.
| Зображення                      | Назва                                                                  | Місце                | Область              | Дата будівництва | Відомості                                            |
| ------------------------------- | ---------------------------------------------------------------------- | -------------------- | -------------------- | ---------------- | ---------------------------------------------------- |
|                                 | Палацик Антошкевича                                                    | Могильов             | Могильовська область |                  |                                                      |
|                                 | Архієрейський палац                                                    | Могильов             | Могильовська область |                  |                                                      |
|                                 | Бешанковицький палац                                                   | Бешенковичі          | Вітебська            | сер. XVII ст.    |                                                      |
|                                 | Білий палац                                                            | Брест                | Брестська область    | 1629             | руїни                                                |
|                                 | Палац Бутримовичів                                                     | Пінськ               | Пінська              | 1784-1790        | пам'ятка республіканського значення                  |
|                                 | Палац Валицького                                                       | Гродно               | область              |                  |                                                      |
|                                 | Палац Воловичів                                                        | Святськ              | Гродненська          | 1779             | арх. Джузеппе де Сакко                               |
|                                 | Палац губернатора                                                      | Вітебськ             | Вітебськ             | 1772             | охороняється                                         |
|                                 | Палацик Канцельсона                                                    | Бобруйськ            |                      |                  |                                                      |
|                                 | Палац Огінських                                                        | Слонім               |                      |                  |                                                      |
|                                 | Палац Потьомкіна                                                       | Кричев               | Могильовська         | 1778-1787        | відреставрований                                     |
|                                 | (Косовський) Палац Пусловських                                         | Косово               | Брестська            | 1838             | охороняється                                         |
|                                 | Палац Радзивіллів                                                      | Дворець              | Гродненська          |                  |                                                      |
|                                 | Палац Радзивіллів                                                      | Дятлово              | Гродненська          |                  |                                                      |
|                                 | Палац Радзивіллів                                                      | Жирмуни              | Гродненська          |                  |                                                      |
|                                 | Палац Радзивіллів                                                      | Новогрудок           | Гродненська          | XVIII ст.        | не зберігся                                          |
|                                 | Палац Радзивіллів                                                      | Полонечка            | Брестська            | XVIII-ХІХ ст.    | охороняється                                         |
|                                 | Палац Радзивіллів                                                      | Радзивілімонти       | Мінська              | 1778—1783        | реставрований, пам'ятка                              |
|                                 | Палац Республіки                                                       | Мінськ               | Мінська              | 1980             |                                                      |
|                                 | Ружанський палац (Сапегів)                                             | Ружани               | Брестська            | 1784-1786        | арх. Беккер                                          |
|                                 | Палац Румянцевих і Паскевичів (Гомельський палацово-парковий ансамбль) | Гомель               | Гомельська           | 1777-1796        |                                                      |
|                                 | Палац Сапегів                                                          | Мінськ               |                      |                  |                                                      |
|                                 | Палац Сапегів                                                          | Деречин              |                      |                  |                                                      |
|                                 | Палац Тишкевичів                                                       | Острошицький Городок |                      |                  |                                                      |
|                                 | Палац Тишкевичів                                                       | Воложин              | Мінська              | 1806             | пам'ятка, адміністративний будинок                   |
|                                 | Палац Тишкевичів                                                       | Логойськ             | Мінська              | 1819             | руїни                                                |
| Файл:Museum of religion.JPG.jpg | Палац Хрептовичі                                                       | Гродно               | Гродненська          |                  | Гродненський державний музей історії релігії         |
|                                 | Палац Чапських                                                         | Прилуки              |                      |                  | пам'ятка                                             |
|                                 | Палац Чапського                                                        | Мінськ               | Мінська              |                  |                                                      |
|                                 | Щучинський палац Друцьких-Любецьких                                    | Щучин                | Гродненська          | XVIII ст.        | занедбаний                                           |
|                                 | Пружанський палацик / Палац Швиковських                                | Пружани              |                      |                  |                                                      |
|                                 | Палацово-парковий комплекс Булгаків                                    | Жиличі               | Могильовська         | XVIII-XIX ст.    | реконструюється                                      |
|                                 | Палацово-парковий комплекс Гартінгів                                   | Дукора               | Мінська              | XVIII ст.        |                                                      |
|                                 | Палацово-парковий комплекс Горватів                                    | Наровля              | Гомельська           | XIX ст.          | охороняється                                         |
|                                 | Палацово-парковий комплекс Козел-Паклевських                           | Красний Берег        | Гомельська           | XIX ст.          | охороняється                                         |
|                                 | Палацово-парковий комплекс Монюшків                                    | Смиловичі            | Мінська              | XIX ст.          |                                                      |
|                                 | Палацово-парковий комплекс Потоцьких                                   | Високе               | Брестська            | XIX ст.          | пам'ятка республіканського значення                  |
|                                 | Палацово-парковий комплекс Рдултовських (Радзивіллів?)                 | Снов                 | Мінська              | 1827             | охороняється                                         |
|                                 | Палацово-парковий комплекс Тизенгаузів                                 | Постави              | Вітебська            | XVIII-XIX ст.    | охороняється                                         |
|                                 | Палацово-парковий комплекс Хрептовичів                                 | Щорси                | Гродненська          | XVIII-XIX ст.    | проект архітекторів Джузеппе де Сакко та К. Скампані |
|                                 | Палацово-парковий комплекс Ширинів                                     | Германовичі          | Вітебська            | XVIII ст.        |                                                      |
|                                 | Маєток Чапських                                                        | Станков              | Мінська              |                  | пам'ятка                                             |
|                                 | Маєток Хрептовичі                                                      | Бешенковичі          | Вітебська            |                  |                                                      |
|                                 | Садиба Рудзієвських                                                    | Гомель / Пяредзєлка  |                      |                  |                                                      |
|                                 | Станіславова садиба                                                    | Гродно               | область              |                  |                                                      |
|                                 | Княжий терем                                                           | Полоцьк              | Вітебська            |                  |                                                      |
|                                 | Замок королеви Бони                                                    | Рогачов              | Гомельська           | XVI ст.          | не зберігся                                          |
|                                 | Гольшанський замок                                                     | Гольшани             | Гродненська          | XIII ст.         | руїни                                                |
|                                 | Гродненський Новий замок                                               | Гродно               | область              |                  |                                                      |
|                                 | Дубровенський замок                                                    | Дубровно             | Вітебська            | XVI ст           | не зберігся                                          |
|                                 | Мірський замок                                                         | Мір                  |                      |                  |                                                      |